# النطح (نجم)
قرن الثور الشمالي أو كعب ذي العِنَان أو النَّطْح أو بيتا الثور (بالإنجليزية: Alnath أو Elnath أو Beta Tauri أو β Tauri)‏ هو ثاني ألمع نجم في كوكبة الثور ويبلغ قدره الظاهري 1.65، ويصنف على أنه نجم عملاق، ويبعد عن الأرض مسافة 130 سنة ضوئية.

## نجم مزدوج
هناك نجم باهت يظهر قريباً من النطح بدرجة كافية لتجعل العلماء يعتبرون أن النطح نجم مزدوج.